# Maiocercus
Maiocercus é um gênero de aracnídeo extinto do Carbonífero.